# Чамурлија
Чамурлија је насељено место у градској општини Црвени Крст на подручју града Ниша у Нишавском округу. Налази се у Нишкој котлини под Поповом главом, на око 7 км северозападно од центра Ниша. Према попису из 2022. било је 480 становника (према попису из 1991. било је 566 становника).

## Историјат
Остатак римског кастела указује на античку насељеност сеоског простора, али недостатак каснијих налаза или података указује на могућност да Чамурлије није било у словенском средњовековном периоду или је, можда, егзистирала под неким другим именом. Званични подаци о Чамурлији нису доступни ни из турског периода. Сама реч "Чамурлија" на турском значи "блато" што указује на некадашњи изглед села. Кроз центар села је протицао поток са извором у комренским ливадама а по предању староседелаца у центру села је постојао и запуштени извор веома квалитетне воде за пиће кога су некада чак и римљани користили. Прва породица која се доселила покрај самог извора је одбегла породица Пеше из оближњег села Бреница у другој половини 18. века где је затекао само староседеоца Воина. Одбегли од турскога зулума, Пеша је са супругом Јелицом и сином Станојом, покрај извора саградио себи колибу и одмах затим, како га турци не би легитимисали, кренуо да слави нову славу преподобног Алимпије Столпника (9. децембар по новом календару).
Станоја Пешић се оженио са Стаменом после чега је настала бројна фамилија Пешић (синови: Милисав (Борисав)7 домаћинстава, Игњат и Алекса и кћери Недеља (удата у селу Катун) и друга кћер удата у селу Мезграја)). У врееме српске побуне, у другој половини 19. века, приликом узимања хране од локалног становништва, од старог Станоја су тадашњи српски побуњеници одузели два вола а Станоја погубили на кућноме прагу. Станоја је знао да бројну нејач без макар једног вола неће исхранити. Преклињао је и молио побуњенике да му не узимају оба вола већ само једног. Једног вола могао би у орању да "пари" са комшијским и тако преживи тешке дане. Жалећи се команданту да су његови људи починили страшан злочин, храброј баба Стамени Пешић командант поклања 3 дуката мужа да сахрани и наређује оба вола да јој врате.
Почетком 19. века на ободима села Чамурлија досељено је неколико породица ромске националности које су асимилацијом прешле у српску православну веру. Једна породица рома се доселила из околине Лесковца а друга из околине Прокупља. Пописа и званичних података није било све до периода буна у првој половини 19. века и ослобођења 1877. године када је Чамурлија имала око 25, махом задружних домаћинстава. То су била домаћинства староседеоца Воина, фамилије Пешић, затим досељених фамилија Манчић из села Злокућане (околине Пирота), фамилије: Аранђеловић, Коцић, Станковић и Илић.
Извор питке воде у центру села је имао витално важну функцију за све житеље села. Пошто у селу није било водовода сви мештани су се питком водом снабдевали са сеоске чесме. Првобитна чесма је настала пред сам крај турске окупације, око 1870. Турци су од неуређеног извора направили три преливне цеви озидане каменом а садашњу сеоску чесму и поило од бетона за крупнију стоку реновирала је народна власт око 1948. Средином 1974. године мештани доње махале самоорганизовано доводе први водовод до сопствених домаћинстава а 1978. остатак мештана други водовод из подножја Попове Главе, што је значајно утицало на животни стандард свих житеља села. Године 1979. мањи број досељених лица самоорганизовањем, до својих домова је довео и трећи водовод. Због незаинтересованости мештана, не инвестирања у одржавање система водоснабдевања, сва три водовода и најстарији извор код сеоске чесме су запуштени и нису више у функцији. Сви мештани су прикачени на градску мрежу водоснабдевања.
Иначе стандард грађана и јачање села је нагло почело после ослобођења од Турака напуштајући постепено натуралне и прелазећи на тржишне облике привређивања, с примарном оријентацијом на ратарство и стајско сточарство. Раној оријентацији на градско запошљавање и допунско мешовиту привреду, још у периоду између два светска рата, допринела је релативна близина индустрије и града Ниша. После Другог светског рата већина домаћинстава нарочито од 1955/60. године, оријентисала се на радничка занимања, али не напуштајући обраду земље и узгој стоке. Било је пар изузетака тако да по попису из 1971. у Чамурлији је живело 19 пољопривредних, 74 мешовита и 8 непољопривредних домаћинстава. Поред староседеоца, Чамурлија је постала привлачна и за усељавање индустријских радника, који су дошли у Ниш из удаљених крајева Југославије. Близина града, међународног аеродрома, раскрснице међународних аутопутева, одличне инфраструктуре и живописни изглед шумовите природе, благотворно струјање чидстог сокобањског ваздуха и спокојни мир и изолованост од градске буке, од 1970/75. године насеље привлачи пажњу нишких викендаша, који откупљују мање поседе за одмор и бављења производном рекреацијом.
Пред сам крај НАТО агресије 1999. порушено је комплетно домаћинство породице Пешић Љубомира и два стамбена објекта у породицама Манчић при чему су погинуле две особе (Вукица и Душан). У време злочиначке НАТО агресије, испод Попове Главе у реону места званог "Башњачко" један војник је погинуо о чему сведочи спомен обележје које је у његову славу читаво село подигло.

## Саобраћај
До Чамурлије се може доћи друмским саобраћајем из више праваца савремених аутопутева. Коридор 10 са јужним и са источним краком се спаја у непосредној близини села. Међународни Аеродром Константин Велики Ниш од насеља је удаљен само 3 км регионалног пута. Током целог дана постоје бројне линије месног аутобуског саобраћаја а близина насеља са градом дозвољава одличну покривеност такси возилима.

## Демографија
Крајем 19. века (1895) Чамурлија је мање село са 33 домаћинства и 224 становника.
У насељу Чамурлија живи 457 пунолетна становника, а просечна старост становништва износи 45,2 година (44,2 код мушкараца и 46,2 код жена). У насељу има 158 домаћинства, а просечан број чланова по домаћинству је 3,08.
Ово насеље је великим делом насељено Србима (према попису из 2002. године).
|  |

| Демографија | Демографија | Демографија |
| Година      | Становника  | Становника  |
| ----------- | ----------- | ----------- |
| 1948.       | 406         |             |
| 1953.       | 421         |             |
| 1961.       | 462         |             |
| 1971.       | 474         |             |
| 1981.       | 534         |             |
| 1991.       | 566         | 557         |
| 2002.       | 546         | 553         |
| 2011.       | 554         |             |
| 2022.       | 480         |             |

| Етнички састав према попису из 2002.‍ | Етнички састав према попису из 2002.‍ | Етнички састав према попису из 2002.‍ | Етнички састав према попису из 2002.‍ | Етнички састав према попису из 2002.‍ |
| ------------------------------------ | ------------------------------------ | ------------------------------------ | ------------------------------------ | ------------------------------------ |
|                                      |                                      |                                      |                                      |                                      |
| Срби                                 | Срби                                 |                                      | 541                                  | 99,08%                               |
| Македонци                            | Македонци                            |                                      | 1                                    | 0,18%                                |
| непознато                            | непознато                            |                                      | 3                                    | 0,54%                                |

| Година пописа     | 1948. | 1953. | 1961. | 1971. | 1981. | 1991. | 2002. |
| ----------------- | ----- | ----- | ----- | ----- | ----- | ----- | ----- |
| Број домаћинстава | 66    | 72    | 85    | 101   | 123   | 137   | 142   |

| Број чланова      | 1  | 2  | 3  | 4  | 5  | 6  | 7 | 8 | 9 | 10 и више | Просек |
| ----------------- | -- | -- | -- | -- | -- | -- | - | - | - | --------- | ------ |
| Број домаћинстава | 14 | 28 | 19 | 29 | 20 | 23 | 7 | 2 | 0 | 0         | 3,85   |

| Пол    | Укупно | Неожењен/Неудата | Ожењен/Удата | Удовац/Удовица | Разведен/Разведена | Непознато |
| ------ | ------ | ---------------- | ------------ | -------------- | ------------------ | --------- |
| Мушки  | 231    | 56               | 159          | 12             | 3                  | 1         |
| Женски | 224    | 30               | 158          | 30             | 6                  | 0         |
| УКУПНО | 455    | 86               | 317          | 42             | 9                  | 1         |

| Пол    | Укупно                    | Пољопривреда, лов и шумарство | Рибарство                            | Вађење руде и камена | Прерађивачка индустрија       |
| ------ | ------------------------- | ----------------------------- | ------------------------------------ | -------------------- | ----------------------------- |
| Мушки  | 108                       | 7                             | 0                                    | 0                    | 50                            |
| Женски | 48                        | 7                             | 0                                    | 0                    | 17                            |
| УКУПНО | 156                       | 14                            | 0                                    | 0                    | 67                            |
| Пол    | Производња и снабдевање   | Грађевинарство                | Трговина                             | Хотели и ресторани   | Саобраћај, складиштење и везе |
| Мушки  | 0                         | 13                            | 15                                   | 3                    | 9                             |
| Женски | 0                         | 0                             | 6                                    | 1                    | 3                             |
| УКУПНО | 0                         | 13                            | 21                                   | 4                    | 12                            |
| Пол    | Финансијско посредовање   | Некретнине                    | Државна управа и одбрана             | Образовање           | Здравствени и социјални рад   |
| Мушки  | 0                         | 1                             | 6                                    | 1                    | 2                             |
| Женски | 0                         | 0                             | 1                                    | 3                    | 7                             |
| УКУПНО | 0                         | 1                             | 7                                    | 4                    | 9                             |
| Пол    | Остале услужне активности | Приватна домаћинства          | Екстериторијалне организације и тела | Непознато            | Непознато                     |
| Мушки  | 0                         | 0                             | 0                                    | 1                    | 1                             |
| Женски | 3                         | 0                             | 0                                    | 0                    | 0                             |
| УКУПНО | 3                         | 0                             | 0                                    | 1                    | 1                             |